# Pettend
Pettend là một thị trấn thuộc hạt Baranya, Hungary. Thị trấn này có diện tích 5,98 km², dân số năm 2010 là 144 người, mật độ 24 người/km².